# Return To The Valley Of The Go-Go's (álbum)
Return to the Valley of The Go-Go's es el segundo álbum compilatorio del grupo femenino The Go-Go's, lanzado en 1994. Existen dos versiones de este lanzamiento, un disco sencillo y una versión de disco doble.  Todas las grabaciones del disco sencillo se encuentran en el disco doble.

## Lista de canciones
1. "Living at the Canterbury/Party Pose" (en vivo en Rehearsal, 2/79)
2. "Fashion Seekers" (Introducción en vivo en Rehearsal, 2/79; en vivo en Mabuhay, San Francisco, 8/79)
3. "He's So Strange" (en vivo en Rehearsal, 1/80)
4. "London Boys" (en vivo en la escuela secundaria Palos Verdes, LA, 12/81)
5. "Beatnik Beach" (en vivo en la escuela secundaria Palos Verdes, LA, 12/81)
6. "Cool Jerk" (demo no lanzado con anterioridad)
7. "We Got the Beat" (mezcla del sencillo)
8. "Our Lips Are Sealed"
9. "Surfing and Spying" (Lado B)
10. "Vacation"
11. "Speeding" (lado B)
12. "Good for Gone" (lado B)
13. "Head Over Heels"
14. "Can't Stop the World" (en vivo en el Griego, LA, 8/84)
15. "Mercenary" (en vivo en el Griego, LA, 8/84)
16. "Good Girl" (sencillo de reunión, 94)
17. "Beautiful" (sencillo de reunión, 94)
18. "The Whole World Lost Its Head" (sencillo de reunión, 94)

### Versión disco doble
Disco uno:
1. "Living at the Canterbury/Party Pose" (en vivo en Rehearsal, 2/79)
2. "Screaming" (en vivo en Mabuhay, San Francisco, 8/79)
3. "Johnny, Are You Queer?" (en vivo en Mabuhay, San Francisco, 8/79)
4. "Fun with Ropes" ((en vivo en Mabuhay, San Francisco, 8/79))
5. "Fashion Seekers" (Introducción en vivo en Rehearsal, 2/79; en vivo en Mabuhay, San Francisco, 8/79)
6. "Blades" (en vivo en Rehearsal, 1/80)
7. "He's So Strange" (en vivo en Rehearsal, 1/80)
8. "London Boys" (en vivo en la escuela secundaria Palos Verdes, LA, 12/81)
9. "Let's Have a Party" (en vivo en la escuela secundaria Palos Verdes, LA, 12/81)
10. "Beatnik Beach" (en vivo en la escuela secundaria Palos Verdes, LA, 12/81)
11. "(Remember) Walking in the Sand" (en vivo en la escuela secundaria Palos Verdes, LA, 12/81)
12. "Lust to Love" (demo no lanzado con anterioridad)
13. "How Much More" (demo, lanzado como lado B)
14. "Cool Jerk" (demo no lanzado con anterioridad)
15. "We Got the Beat" (mezcla del sencillo)
16. "Skidmarks On My Heart"
17. "This Town"
18. "Our Lips Are Sealed"

Disco dos:
1. "Surfing and Spying" (lado B)
2. "Vacation"
3. "Speeding" (lado B)
4. "Get Up and Go"
5. "It's Everything but Partytime"
6. "Beneath the Blue Sky"
7. "Good for Gone" (lado B)
8. "Head Over Heels"
9. "Turn to You"
10. "Yes or No" (mezcla del sencillo)
11. "I'm with You" (en vivo en el Griego, LA, 8/84)
12. "We Don't Get Along" (en vivo en Hakano Plaza, Tokio, 6/82)
13. "Can't Stop the World" (en vivo en el Griego, LA, 8/84)
14. "I'm the Only One" (en vivo en el Griego, LA, 8/84)
15. "Mercenary" (acústico, en vivo en el anfiteatro Universal, LA, 12/90)
16. "Good Girl" (sencillo de reunión, 94)
17. "Beautiful" (sencillo de reunión, 94)
18. "The Whole World Lost Its Head" (sencillo de reunión, 94)